# Jean Descemet
Jean Descemet, född 1732, död 1810, var en fransk anatom och botaniker. 
Descemet är främst känd för det efter honom benämnda Tunica Descemetii, det vill säga hornhinnans bakersta basalmembran. Han kom angående prioriteten om denne upptäckt i en häftig strid med Pierre Demours, men det förefaller, som om rätten var på Descemets sida, då han beskrev membranet redan i sin disputation An sola lens crystallina cataractæ sedes (1758). Striden utkämpades i franska tidskrifter 1769–71.